# Belgisch honkbalteam (mannen)

De Belgische vlag.

Het Belgisch honkbalteam is het nationale honkbalteam van België. Het team vertegenwoordigt het land tijdens internationale wedstrijden.
Het Belgisch honkbalteam is sinds 1953 aangesloten bij de Europese Honkbalfederatie (CEB), de continentale bond voor Europa van de IBAF.

## Kampioenschappen

### Wereldkampioenschap
België nam twee keer deel aan het wereldkampioenschap honkbal, in 1978 en 1986. De elfde positie in 1978 is de hoogst behaalde.
| Editie    | 1978 | 1986 |
| Prestatie | 11e  | 12e  |

### Europees kampioenschap
België nam 31 keer, op 36 edities, deel aan het Europees kampioenschap honkbal. In 1967 werd de Europese titel in eigen land behaald. 
Verder werd tweemaal zilver en zesmaal brons gehaald. België was tevens gastland voor het eerste EK in 1954.
| Editie    | 1954  | 1955   | 1956   | 1957 | 1958 | 1962 | 1967  | 1969 | 1971 | 1973 | 1977  | 1979  | 1981 |
| Prestatie | Brons | Zilver | Zilver | 5e   | 4e   | 4e   | Goud  | 5e   | 4e   | 4e   | Brons | Brons | 4e   |
|           |       |        |        |      |      |      |       |      |      |      |       |       |      |
| Editie    | 1983  | 1985   | 1987   | 1989 | 1991 | 1993 | 1995  | 1997 | 1999 | 2001 | 2003  | 2010  | 2012 |
| Prestatie | Brons | Brons  | 4e     | 6e   | 5e   | 6e   | Brons | 6e   | 6e   | 9e   | 11e   | 9e    | 9e   |
|           |       |        |        |      |      |      |       |      |      |      |       |       |      |
| Editie    | 2014  | 2016   | 2019   | 2021 | 2023 |      |       |      |      |      |       |       |      |
| Prestatie | 7e    | 6e     | 7e     | 8e   | 11e  |      |       |      |      |      |       |       |      |

### Europees kampioenschap onder-21
Het Belgisch team onder-21 nam een enkele keer deel aan de Europese kampioenschappen honkbal onder-21. Ze behaalde de 8e plaats.
| Editie    | 2008 |
| Prestatie | 8e   |

### Europees Jeugdkampioenschap honkbal
Het Belgisch team onder-18 nam tweemaal deel aan het Europees Jeugdkampioenschap honkbal. De negende positie in 2007 is de hoogst behaalde.
| Editie    | 2007 | 2009 |
| Prestatie | 9e   | 10e  |

## Selecties
1: Cédric De Smedt ·
2: Kevin Desmedt ·
3: Artuur Driessens ·
4: Yannick Gontier ·
5: Robin Roevens ·
6: Kenny Vandenbranden ·
7: Jace Van Droogenbroeck ·
8: Ben Van Nuffel ·
9: Brendan Verspreet ·
10: Jeremy Voets ·
11: Kyran Weemaels · 12: Axel Poesmans · 13: Tim Veraghtert · 14: Dennis De Quint · 15: Benjamin Dille · 16: Hans Heyrman · 17: Jamie Verheyleweghen · 18: Steven De Lannoy · 19: Thomas De Wolf · 20: Yves Poesmans · 21: Leonel Reina Viant · 22: Sam Boermans · 23: Benjamin Goffaux · Coach: Sven Hendrickx
1: Lino Ballardini ·
2: Sam Boermans ·
3: Zion De Brauwer ·
4: Dennis De Quint ·
5: Kevin Desmedt ·
6: Quinten Devreese ·
7: Benjamin Dille ·
8: Artuur Driessens ·
9: Benjamin Goffaux ·
10: Zane Hendrickx ·
11: Arthur Heymans · 12: Drew Janssen · 13: Matthew Joossens · 14: Nathan Kaschl · 15: Jose Luis Larringa Ocampo · 16: Tomasz Oberto Silva · 17: Axel Poesmans · 18: Yves Poesmans · 19: Robin Roevens · 20: Kenny Van Den Branden · 21: Jamie Verheyleweghen · 22: Brendan Verspreet · 23: Xander Verspreet · Coach: Filip Van der Meiren
1: Lino Ballardini ·
2: Sam Boermans ·
3: Zeb Cappaert ·
4: Natheo Collazos Munoz ·
5: Zion De Brauwer ·
6: Steven De Lannoy ·
7: Dennis De Quint ·
8: Cedric Desmedt ·
9: Kevin Desmedt ·
10: Benjamin Goffaux ·
11: Arthur Heymans · 12: Drew Janssen · 13: Nando Mostaert · 14: Julien Muyldermans · 15: Axel Poesmans · 16: Yves Poesmans · 17: Elvis Palanco Machado · 18: Lucas Rizzi · 19: Robin Roevens · 20: Mauro Van Mook · 21: Ben Van Nuffel · 22: Edouard Vanheer · 23: Brendan Verspreet · 24: Xanders Verspreet · Coach: Paco Garcia